# Amplituden- und Phasenmodulation

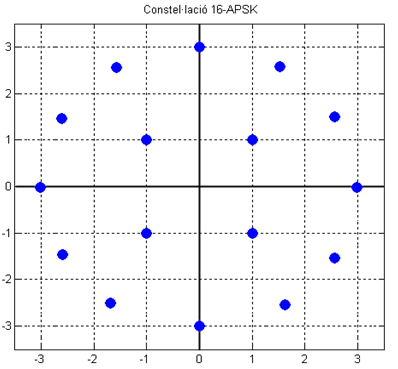
Konstellationsdiagramm einer APSK mit 16 möglichen Zuständen und mit zwei Amplitudenstufen

Amplituden- und Phasenmodulation (englisch Amplitude and Phase-shift keying) oder auch Asymmetrische Phasenmodulation (englisch Asymmetric Phase-shift keying), (APSK), ist eine digitale Modulationsart, die die Daten durch Änderungen von Amplitude und Phasenwinkel eines Trägers kodiert. Dieses Verfahren kombiniert Amplitudenumtastung (ASK) und Phasenumtastung (PSK), um die Codewort-Matrix zu erweitern. Diese Methode kann auch als Untergruppe der Quadraturamplitudenmodulation (QAM) angesehen werden. Die Vorteile gegenüber der gewöhnlichen (orthogonalen) QAM ist die geringere Anzahl von Amplituden, die zu geringeren Fehlern beim Einsatz von nichtlinearen Verstärkern führt, sowie die geringere Maximalamplitude, die eine bessere Leistungsausnutzung erlaubt.